# Walter 6-B

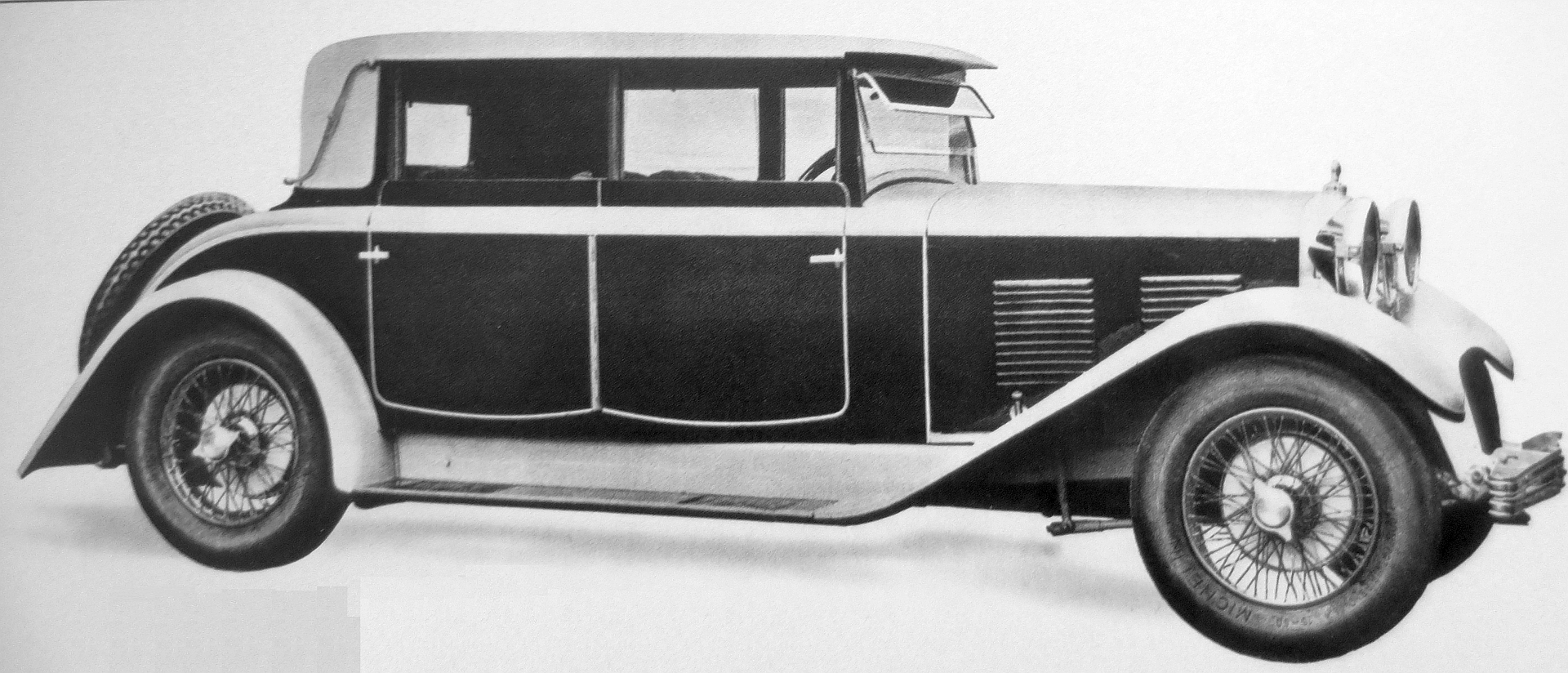
Walter 6 B s karoserií Royal Faux Cabriolet (1928)

Walter 6 B (1928–1931) byl osobní automobil továrny Walter (Akciová továrna automobilů Josef Walter a spol., Praha-Jinonice), českého výrobce osobních automobilů. Automobil Walter 6 B (2496 cm3) byl představen veřejnosti na XX. mezinárodním autosalonu v Praze, který se konal ve dnech 2.–9. září 1928. Zásadní "facelift" motoru byl uskutečněn v roce 1929 a vůz byl představen veřejnosti 23.–31. října 1929 na XXI. mezinárodním autosalonu v Praze. Tento motor měl objem válců 2863 cm³ a při kompresním poměru 5,2:1 dával výkon 44,1 kW/60 k.

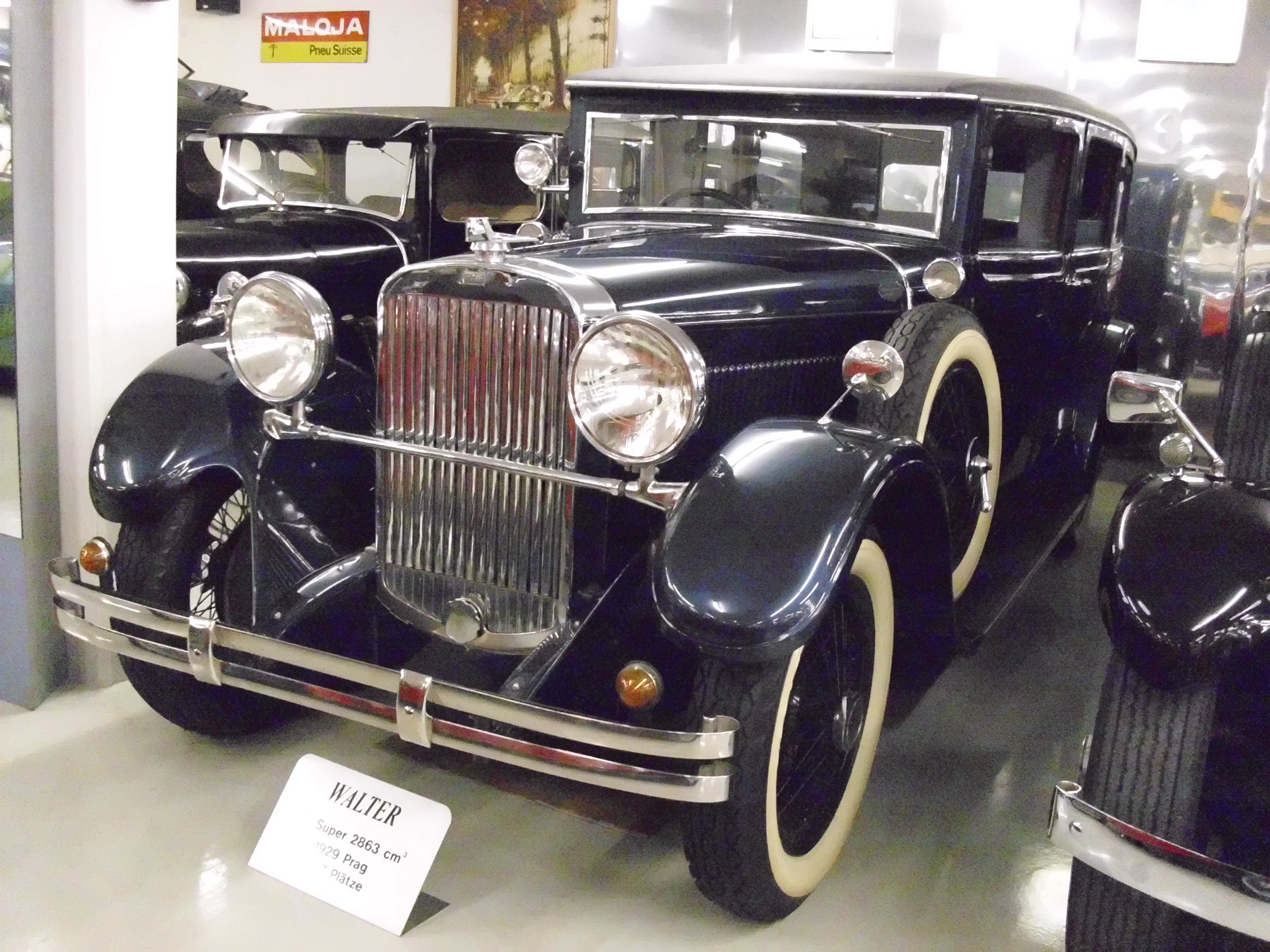
Walter 6 B, limuzína (1929)

## Historie
Šestiválcovým typem Walter 6 B označovaným tehdy 9/50 HP (a původně názvem Walter Six) a o rok později 12/60 HP po zvýšení objemu válců a výkonu se začíná naplňovat hojně používaný reklamní slogan z 30. let 20. století, který oznamoval, že Walter je králem ve vzduchu i na silnici. "B" – použité v označení vozů znamená, že jejich konstruktérem byl Ing. František Adolf Barvitius. Dostalo se mu cti, že byla po něm pojmenována jedna z hlavních ulic v Rezidenci Waltrovka. Barvitiova ulice vede příznačně na Walterovo náměstí a je to jediná komunikace, která v rezidenci zůstala z původního areálu Walter z valné části beze změny.

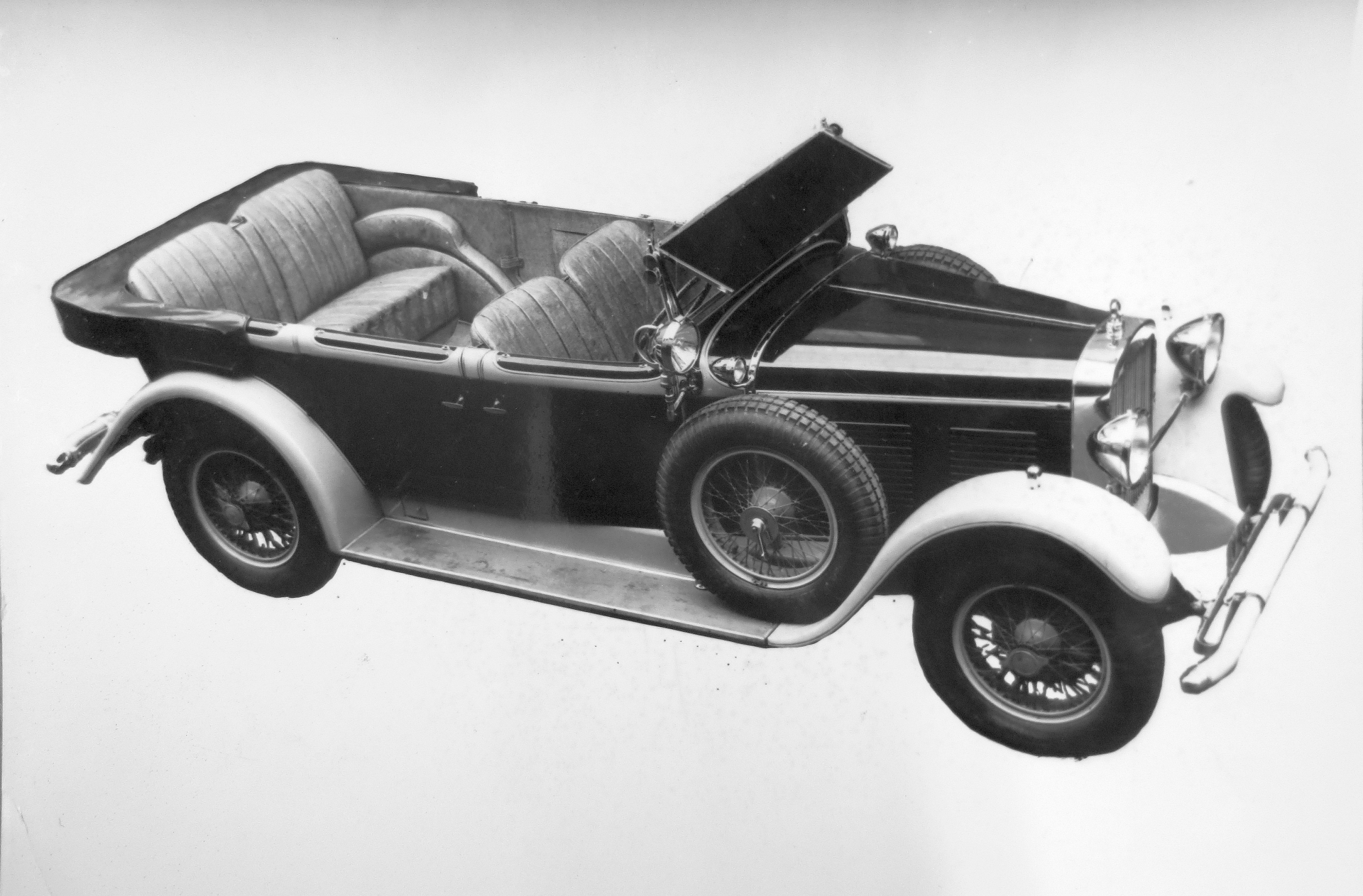
Walter 6 B, sportovní touring (1929)

Továrna Walter měla v českém automobilovém průmyslu – na rozdíl od ostatních automobilek – odlišné postavení a postupovala cestami, které se značně odchylovaly od obvyklého standardu. Příčina byla v tom, že továrna Walter byla stejnou měrou továrnou leteckých motorů a také továrnou automobilů. Obě výrobní odvětví byla úzce spjata a každé z nich mělo velký vliv na druhé. Celková tovární plocha v Jinonicích obnášela 40 000 m2. O velikosti továrny v tom čase svědčí počet zaměstnanců, kterých bylo 1320, z toho 1200 výrobních dělníků. Kapacitně to stačilo na výrobu až 600 automobilů ročně. Za velmi výhodnou pro plynulou výrobu byla spatřována standardizace, protože valná část součástí byla společná jak pro Walter 6 B, tak pro jeho menšího bratra Walter 4 B (v roce 1928 původně nazvaného jako Walter Four).
Že se auta zcizují, platí dodnes. V roce 1929 byl odcizen JUDr. Karlu Fuchsovi, advokátu v Praze VII, z uzavřené garáže na Fochově třídě (za války Schwerinova, později Stalinova, nyní Vinohradská třída) 6sedadlová luxusní limuzína Walter s Weymannovou karoserií SPZ N XIII 391 v ceně 105 000 Kč. Po řidiči a zřejmém pachateli Štěpánu Jurdovi z Brna bylo zavedeno pátrání.

## Motor
Řadový čtyřtaktní šestiválec R6 (1928) se shora řízenými, visutými ventily (OHV) o objemu válců 2496 cm³ (vrtání 70, zdvih 108 mm) byl v roce 1929 nahrazen motorem s "převrtanými" válci o objemu válců 2863 cm³ (vrtání 75, zdvih 108 mm) a měl při kompresním poměru 5,2:1 výkon 44,1 kW/60 k při otáčkách 2600 ot./min. Uložení motoru bylo tříbodové v pružných podložkách. Hlava válců byla snímatelná, což umožňovalo dobrý přístup při čištění válců a pístů. Měla plně opracované kompresní prostory. Litinový blok válců spočíval na hliníkové klikové skříni, v níž byl ve 4 ložiskách z bronzu a vylitých kompozicí, uložen staticky a dynamicky vyvážený klikový hřídel, soustružený z jednoho ingotu z chromniklové oceli – z téhož materiálu byly i ojnice s profilem H, které byly kovány v zápustkách. Horizontálně dělená kliková skříň byla odlita z elektronu. V přední části byl klikový hřídel opatřen tlumičem torzních kmitů vlastní konstrukce, který podporoval tichý a pravidelný chod motoru. Písty válců byly Nelson-Bohnalite. Motor v bloku s převodovkou byl v rámu pevně uložen ve třech místech a suvná síla se přenášela kulovou pánví na zádi převodovky.
Ventily (2 na každý válec) byly vedeny svisle a navzájem rovnoběžně. Vačková hřídel byla uložena v 7 bronzových ložiskách a byla společně s magnetdynamem poháněna bezhlučnými mikartovými koly se šikmým ozubením. Všechna ložiska, vahadla a pohyblivé části motoru byla ošetřena tlakovým oběžným mazáním v okruhu s čističem oleje. Regulovaný tlak v mazací soustavě vyvozovalo zubové čerpadlo.

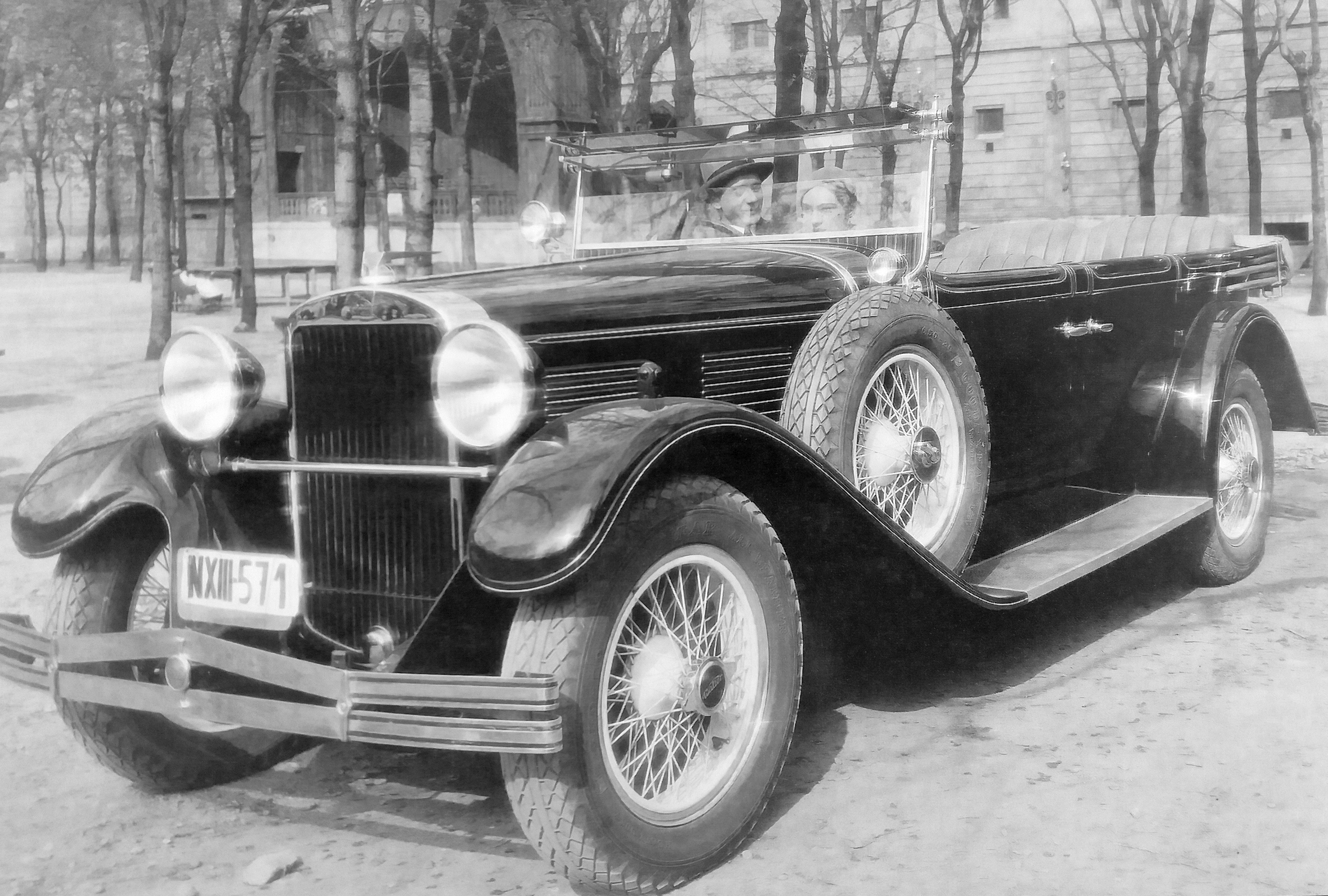
Walter 6 B, touring (1929)

Dvanáctivoltové elektrické zařízení napájely 2 akumulátory 6V Varta 3Bf6. Zapalování magnetdynamem bylo od švýcarské firmy Scintilla AG – typ 100W 1/2 MN 6S. Spouštění motoru elektrickým startérem. Dva karburátory Zenith-Lyon HAK 30 byly zásobovány z benzinové nádrže (90 l) za zadní nápravou čerpadlem Espero. Byly umístěny, spolu se sacím potrubím, na pravé straně motoru. Na téže straně byly horizontálně polohované zapalovací svíčky. Z levé strany motoru vycházelo výfukové potrubí. Chlazení motoru s cirkulací, kterou podporovalo odstředivé čerpadlo umístěné v přední části ventilové hlavy, ovládal termostat Thermoburg (Mecano-Calorstat H70). Ovládání žaluzií v masce před chladičem mohl provádět řidič tahem na spirálové péro z přístrojové desky u volantu a nebo nechat pracovat samočinný termostat, který chladicí kapalinu udržoval na optimální provozní teplotě. Ventilátor kombinovaný s vodní pumpou byl poháněn klínovým řemenem.

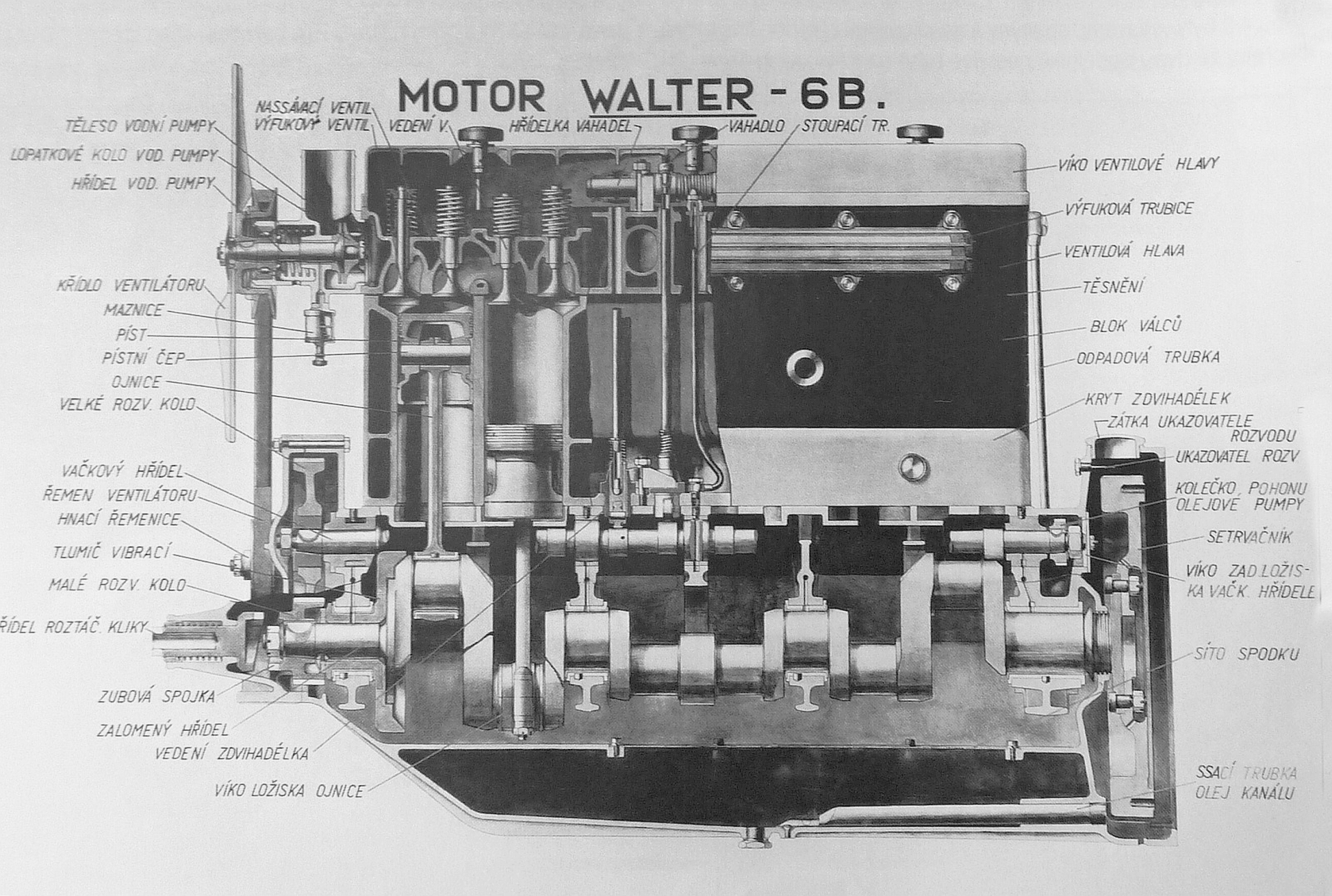
Walter 6 B, příčný řez (1928) A

Jednolamelová suchá spojka měla obložení přinýtované na setrvačníku a na přítlačném kotouči, což zmenšilo její hmotnost a bylo jednou z příčin snadného řazení 4 rychlostí vpřed a jedné vzad, byť bez synchronizace. Řadicí páka byla u řidiče, uprostřed na podlaze vozu.

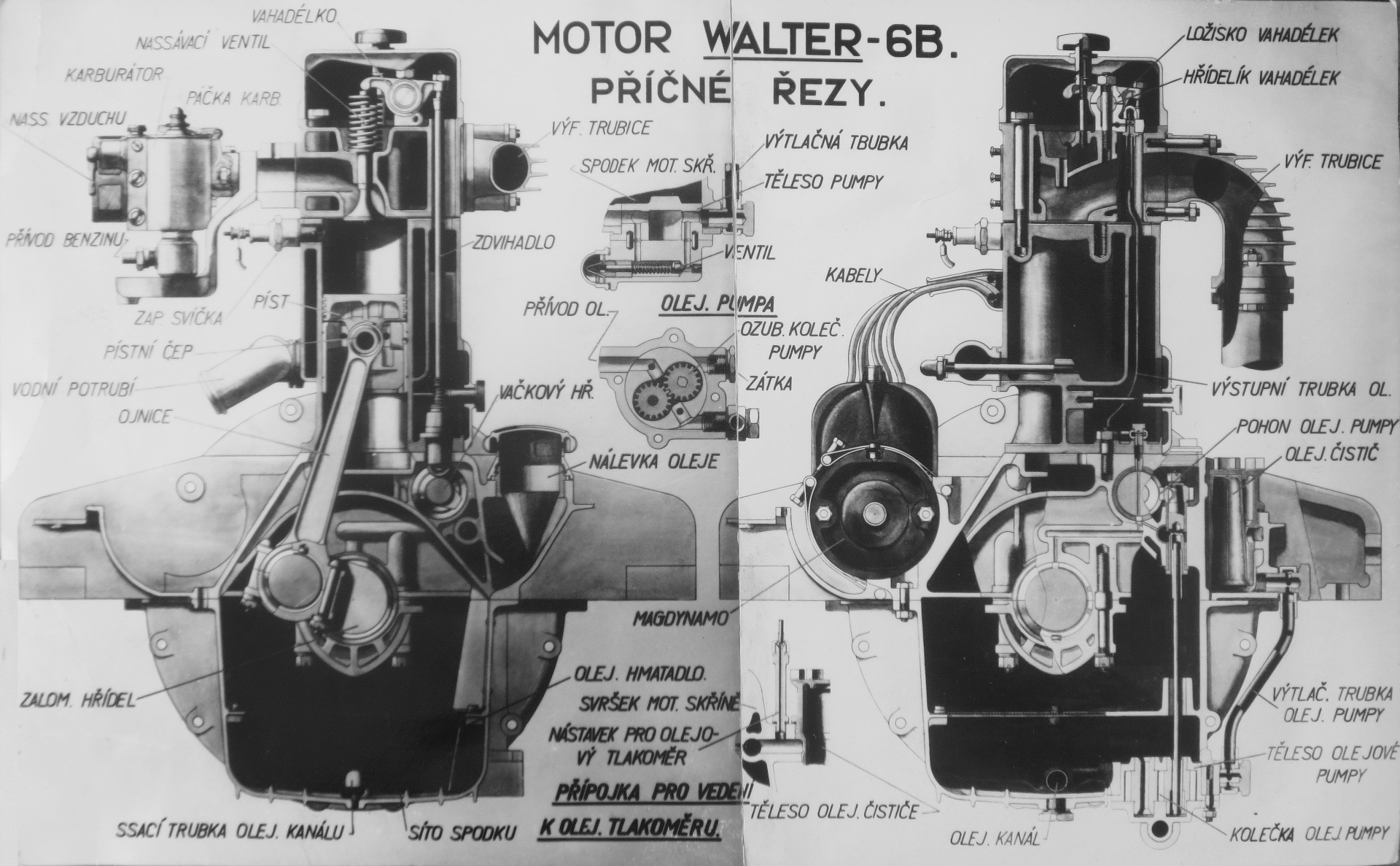
Walter 6 B, příčný řez (1928) B

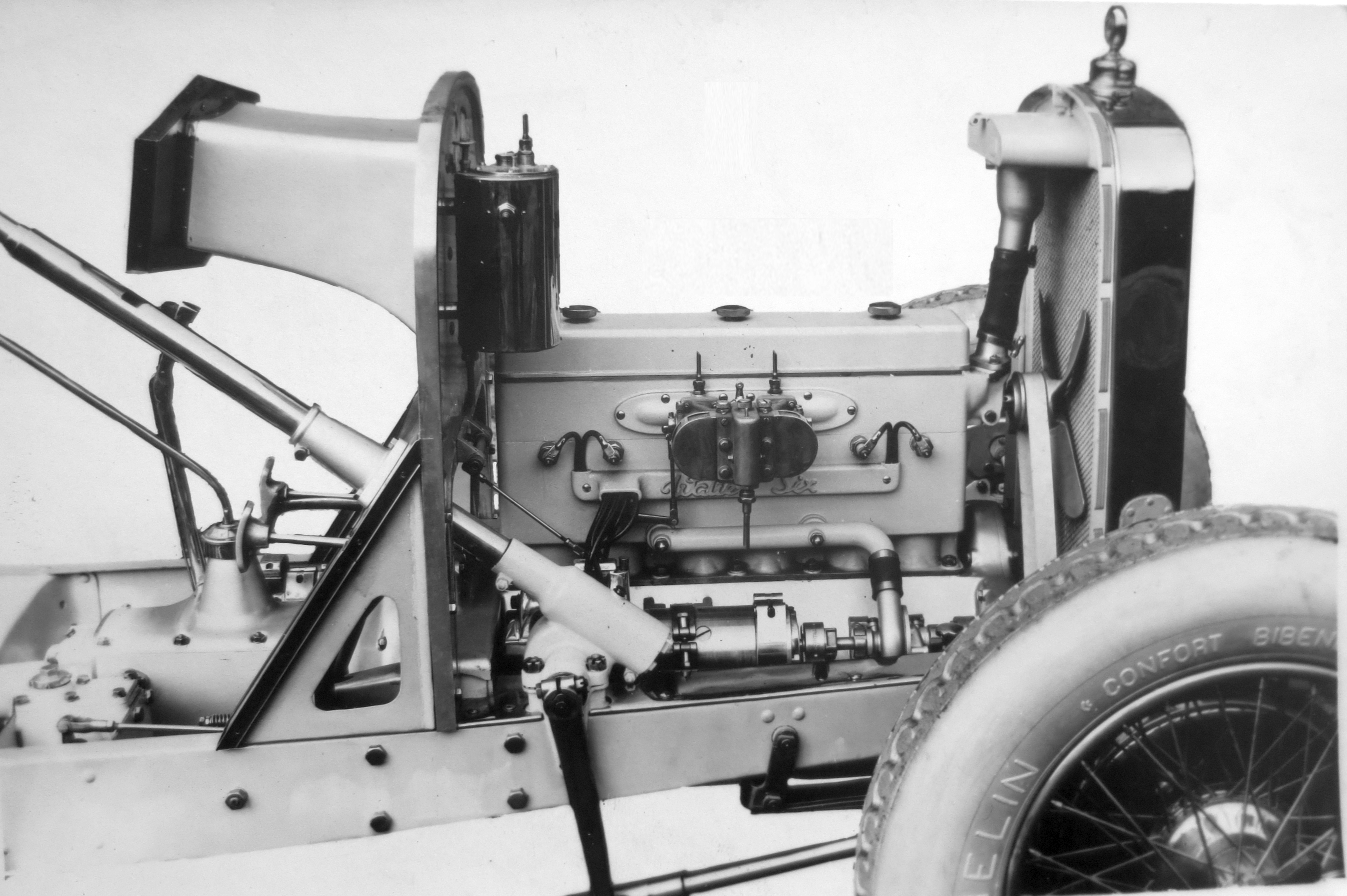
Walter 6 B, podvozek s motorem (1929)

## Podvozek
Lisovaný rám podvozku z ocelového plechu měl 2 příčky (přední a zadní) a uprostřed jednu centrální příčku, což však tuhost rámu příliš nezvýšilo. U následných verzí byla tato slabina odstraněna střední příčkou ve tvaru X. Kovaná přední náprava I-profilu nesla rozvidlené otočné čepy šnekového řízení. Tyto rejdové čepy a všechna mazací místa podvozku byla opatřena maznicemi Técalémit. Řízení bylo pravostranné. Zadní náprava typu „banjo“ byla lisována z ocelových plechů. Rozvodovka měla kuželové soukolí s ozubením Gleason. Náhon těchto kol se děl pomocí kardanového hřídele uloženého v kardanovém potrubí a kulové hlavě. Díky tomuto uspořádání je možná demontáž kompletního diferenciálu s kardanem bez demontáže zadní nápravy.

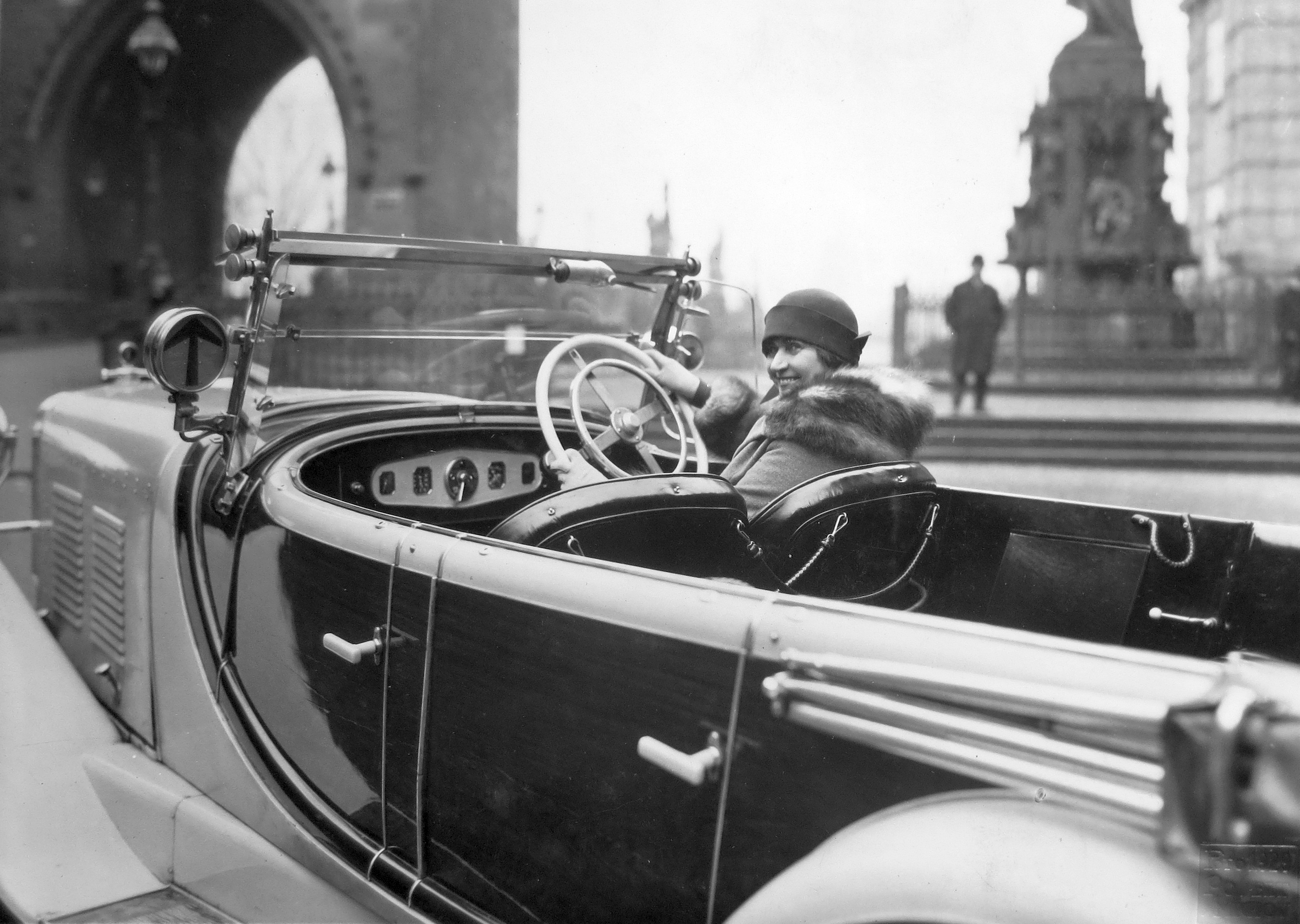
Walter 6 B touring a za volantem Leopolda Dostalová (1929)

Nápadně působilo pérování neobyčejně dlouhými listovými, půleliptickými pery s výkyvnými závěsy, které bylo tlumeno třecími tlumiči Lincoln 3 vpředu a Lincoln 4 vzadu. Vůz byl brzděn na všech čtyřech kolech kapalinovými brzdami Lockheed s podtlakovým posilovačem Bosch-Dewandre SL12 5/2 8G. Ruční brzda působila pomocí předlohy a ocelových lanek na zadní kola. Ocelové ráfky SS 30×5“ nesly pneumatiky rozměru 876×171, popřípadě byla použitá kola Rudge-Whithworth s centrálními maticemi a drátěným výpletem 32×6,00“, později 32×6,50“ a pneumatikami Good Year nebo a pneumatikami Michelin Comfort Bibendum 18×60 resp. SS 32,600" později 32×6,50". Podvozek měl rozvor 3300 mm, rozchod 1400 mm, výška rámu (světlost) byla 345 mm. Celkové rozměry automobilu 4423 × 1740 × 1520 mm.
Vůz dosahoval rychlosti 110 km/h ve standardní úpravě a 125 km/h ve sportovní. Průměrná spotřeba paliva byla v rozmezí 14–18 l/100 km dle typu použité karoserie. Hmotnost samotného podvozku byla 1150 kg, otevřeného vozu 1500 kg a limuzíny 1650 kg. Spotřeba oleje byla 0,8 kg/100 km.

## Karoserie
Na autosalonu v září 1928 vystavovala firma Walter typ 6 B ve čtyřech provedeních: především jako čtyřdveřový sportovní model Royal Faux-Cabriolet s palisandrovou karoserií kombinovanou s hliníkem, s bílou plátěnou střechou, postříbřenými vnitřními i vnějšími částmi karoserie. Dále vystavovala sportovní otevřenou karoserii z palisandru a africké kůže, kombinovanou s hliníkem. Třetí typ představovala šestisedadlová limuzína conduite interiére s mezistěnou, potažená fabrikoidem. Největší pozornosti se těšila limuzína určená pro prezidenta republiky v černé barvě, s luxusní výbavou.
Mimo továrních konstruktérů a karosářů se hojně začalo využívat služeb specializovaných karosářských firem jako byli Sodomka z Vysokého Mýta, Petera z Vrchlabí, V. Brožík & synové z Plzně nebo Uhlík z Prahy. Probíhalo to tak, že se část karosérií dělala v sériích na objednávku značek jako Walter, Praga, Aero nebo Tatra, ale stovky dalších byly vlastně co kus, to originál. Výrobci dodali pouze rám podvozku s kapotou a motorem, zbytek už se dotvářel v jednotlivých karosárnách. Takových kousků vyrobil například zmíněný Sodomka zhruba dvě stovky, pražský Uhlík pak dvakrát tolik. Sodomkovy kreace dvoudveřového sedanu a kabrioletu získaly mj. vítěznou trofej na Concourse d'Elegance v Brně.
Na autosalonu v říjnu 1929 vystavovala firma Walter 6 B rovněž ve čtyřech provedeních, jako sedan-limuzína (pro 7 osob, se 6 okny), club-sedan (4sedadlový, 4 okna), otevřený touring a limuzínu se zakázkovou karoserií Brožík. V komentářích bylo vyzdviženo elegantní chromované kování, které působí daleko příznivěji než dřívější niklování. Vnitřní výpravě luxusních limuzín byla věnována továrnou neobyčejná péče, zvláště sedačkám, které připomínají spíše salonní klubovky. 
Přístrojová deska byla standardně vybavena tachometrem, měřičem tlaku oleje, ukazatelem stavu v nádrži a hodinami. Osvětlení obstarávaly dvoužárovkové světlomety Scintilla 230/270 (s dvouvláknovými žárovkami Billux 50W/20W a jednovláknovou obrysovou žárovkou), na přední blatníky se montovaly elektrické ukazatele směru Scintilla LU 17844. Osvětlení vozu doplňovaly 2 přídavné reflektory umístěné po stranách vozu v úrovni řidiče a u vozů s pevnou střechou vnitřní osvětlení stropní lampou. Standardní byl i klakson Bosch FK12A. Vůz byl vybaven 2 rezervními koly, upevněnými u motorového krytu za předními blatníky a nebo na zádi vozu. Sada náhradní dílů čítala 35 položek a sada nářadí 56 položek. Garanční podmínky byly stručně jednoduché. Platily pouze 6 měsíců pro prvního majitele vozidla a pouze na součásti vyráběné továrnou. Neplatily tedy pro veškeré příslušenství jako nosná péra, kuličková ložiska, osvětlovací a zapalovací soupravy, měřící přístroje, pneumatiky atp. Stejně tak se záruka nevztahovala na součásti podléhající běžnému opotřebení jako brzdové obložení, žárovky, skla reflektorů a oken atd.
Po pozitivních zkušenostech s automobily Walter P (8/30 HP a 9/36 HP) prezidentská kancelář pořídila v roce 1929 pro potřeby prezidenta T. G. Masaryka luxusní limuzínu Walter 6B (12/60 HP).

## Sportovní úspěchy

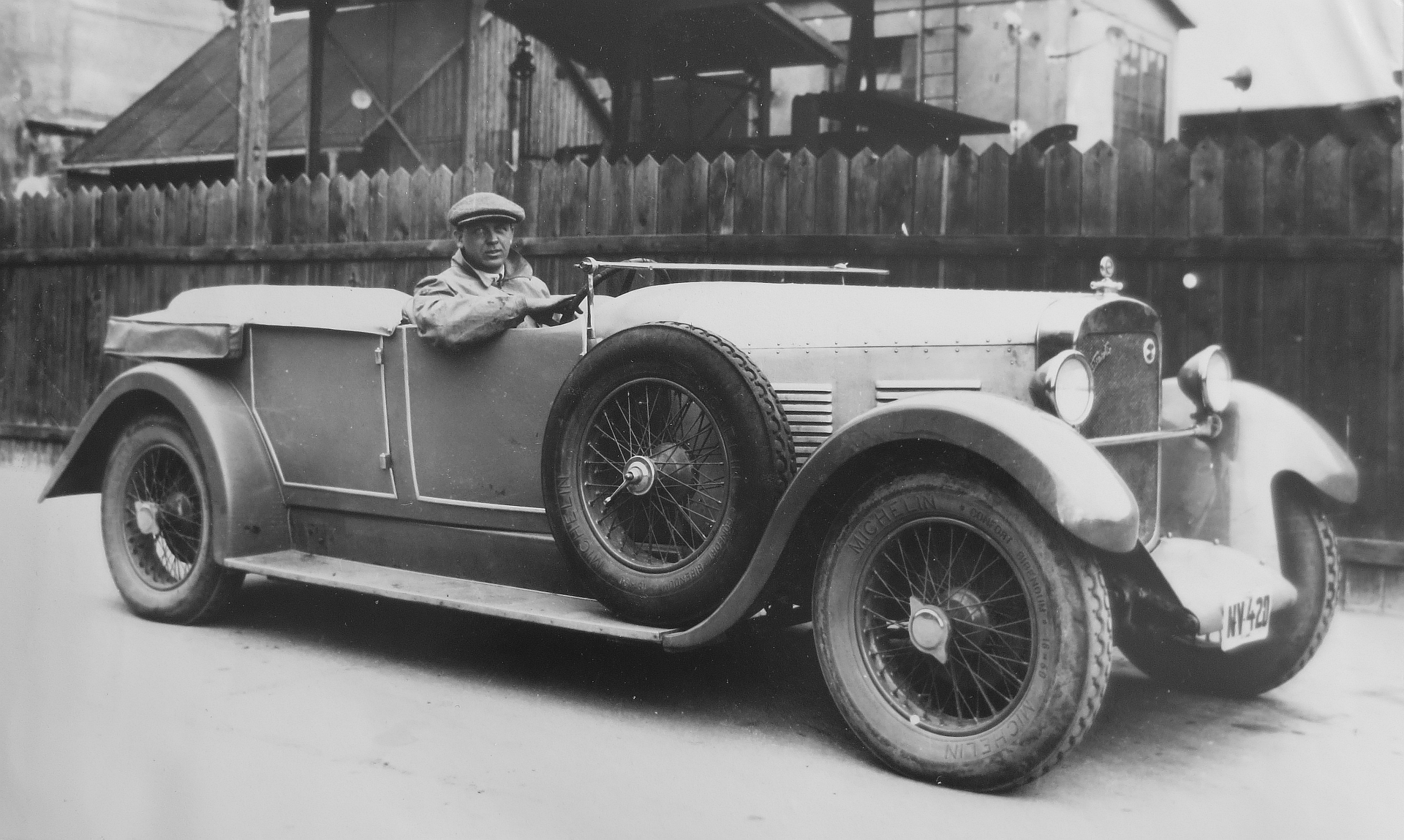
Walter 6 B, J.Knapp po vítězství na Zbraslav-Jíloviště (1929)

Zvýšením stupně komprese na 6 až 7 a dalšími drobnými úpravami bylo možné výkon motoru poměrně snadno zvýšit až na 51,5 kW/70 k a maximální rychlost na 135 km/h, což byl pro závody do vrchu a soutěže spolehlivosti výkon zcela postačující na přední umístění. Jeden z prvních vozů tohoto typu se úspěšně zúčastnil XII. ročníku závodu do vrchu Zbraslav – Jíloviště konaném dne 28. dubna 1929. V tomto roce byl závod konán již na novém povrchu vozovky a přihlíželo mu až 100 000 diváků. I tento rok přinesl nové rekordy závodu. Už při tréninkových jízdách bylo dosahováno značných rychlostí ale také i nehod. Například jezdec hrabě Lobkowicz (Jiří Kristián Lobkovicz, 1907 Turnov – 1932 Berlín/AVUS) při tréninkové jízdě nezvládl svůj stroj a výsledkem byl poražený telegrafní sloup. Mnoho diváku netušilo, že uvidí souboj dvou jezdců, Caraccioly a Stucka, jenž by byl v Německu nebo ve Francii senzací přímo světovou. Vítězem celého závodu se stal Hans Stuck na závodním voze Austro-Daimler (objem 3,3 l bez kompresoru) v rekordním traťovém čase 2:45,8. Rudolf Caracciola s vozem Mercedes-Benz (objem 7,2 l s kompresorem) se umístil na celkovém druhém místě s krásným časem 2:49,2 min. Tovární jezdec Jindřich Knapp zvítězil v kategorii cestovních automobilů do 3000 cm³ v čase 3:42,7 min a celkově v cestovních automobilech obsadil 2. místo. Otevřený vůz typu touring byl – mimo již zmíněných úprav motoru – jen skromně odlehčen – neměl pouze oba nárazníky, čelní sklo, blinkry a přídavné světlomety. O šest let později hlavní konstruktér František Barvitius v rozhovoru pro magazín AUTO přiznal, že továrna vyslala na tento závod Zbraslav – Jíloviště závodní vůz o obsahu 3,25 l, na jehož základě byly pak později (od roku 1930) vyráběny vozy Super 6 o témže obsahu válců.

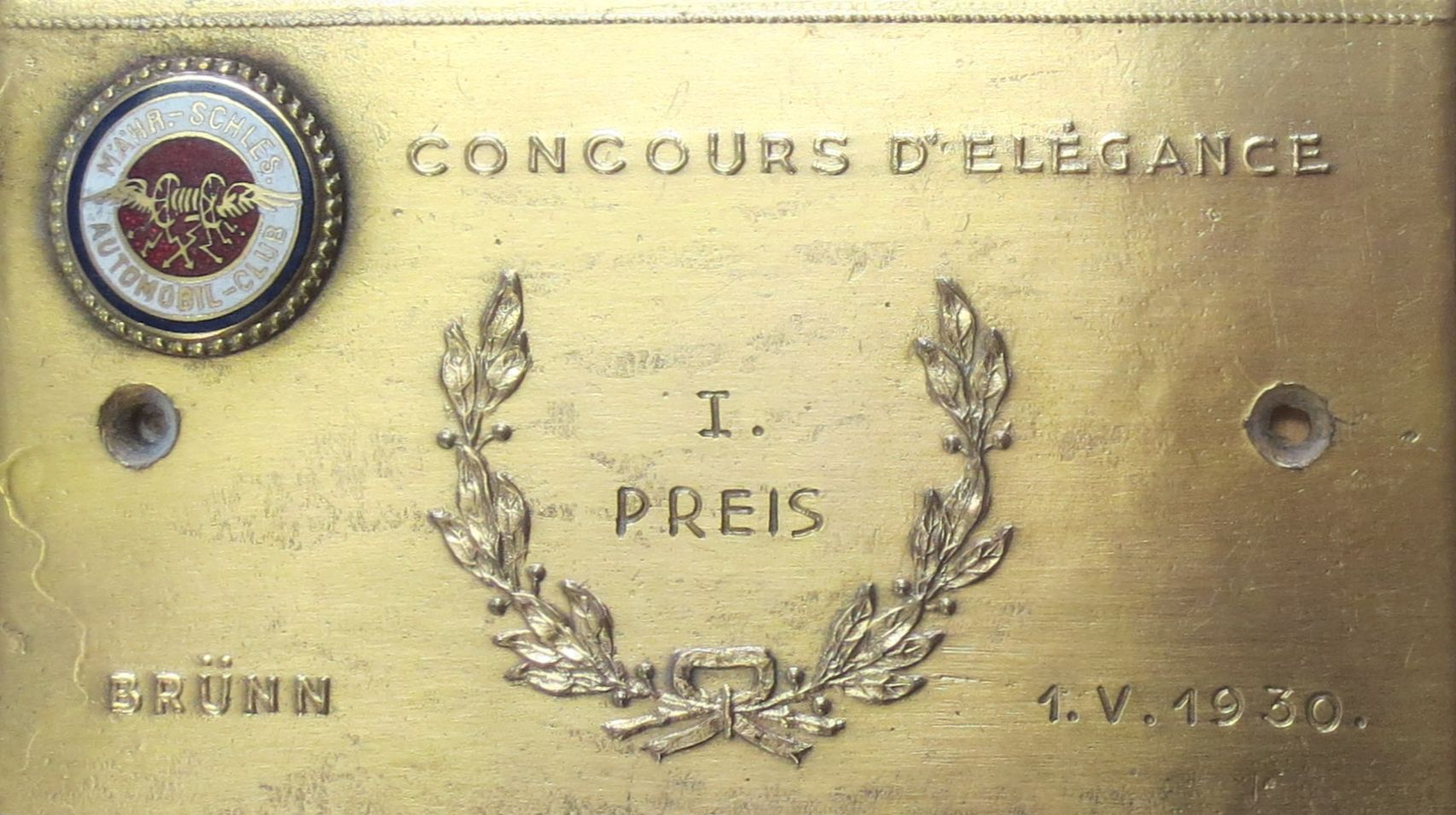
Ocenění z Concours d´Elegance (Brno 1930)

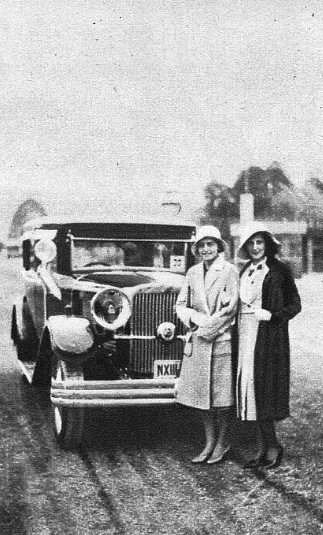
Walter 6 B na Concours d´Elegance (Brno 1930)

S tímto typem se továrna Walter i úspěšně zúčastňovala soutěží elegance. Počátkem května 1930 to bylo například na brněnském Concours d´Elegance, kterého se zúčastnily tři šestiválce Walter. Byly vyznamenány zlatým pásem soutěže, jakožto nejvyšší cenou, a dvěma prvními cenami. Luxusně vybavená limuzína Walter 6 B s karoserií od plzeňské firmy Brožík získala zlatou stuhu za nejlepší uzavřenou karoserii. Vůz představil zástupce továrny Ing. Löbenstein.
Na konci května 1930 (30.–31.5.) byla vykonána propagačně-zkušební jízda Waltrem 6 B z Prahy na horské sedlo Katschberg (1738 m n. m.) na hranicích Salcburska a Korutan a zpět přes Gaisberg u Salcburku (1287 m n. m.) do Prahy. Jízda byla vykonána šestimístným předváděcím vozem z pražské prodejní filiálky v Platnéřské ulici 11, který už měl před jízdou najeto svých 40 000 km. Limuzínu hlavně řídil Jindřich Knapp, ale za volantem se vystřídali i bratři Kumperové (generální ředitel Ing. Antonín "Teny" Kumpera a obchodní ředitel JUDr. Vítězslav Kumpera). Nejdůležitějším pasažérem asi byl redaktor Vilém Heinz z Národních listů, který o této "weekendové" jízdě podal podrobný referát. Tým doplňovali hlavní konstruktér Ing. Barvitius a ředitel Ing. Benák. Šestisedlový vůz byl zcela obsazen. Při cestě dlouhé přes 1100 km dosáhl vůz průměrné rychlosti 52,7 km/h a průměrně spotřeboval 21,1 l benzínu na 100 km. Přestože to byla "horská" jízda z dosažené průměrné rychlosti však vyplývá, že to nebyl žádný "výlet".
V neděli 5. července 1931 se uskutečnila Velká šumavská soutěž spolehlivosti (III. ročník) na 385 km za pořadatelství Západočeského Autoklubu. Soutěž startovala v Plzni v 7 hodin ráno za pěkného počasí a za účasti 74 soutěžících. Vedla nejkrásnějšími partiemi Pošumaví, ze kterých však účastníci mnoho neměli, protože akci nepřálo počasí. Už do prvé kontroly v Strakonicích vjížděli konkurenti v dešti, jenž sice ustal u Vimperka, ale vracel se téměř po celý den. Silnice tím byly proměněny v moře bláta, na nichž i řízení vozů v žádaném tempu vyžadovalo pevných nervů a umění. Není divu, že za těchto okolností dobrá třetina konkurentů dojela sice v předepsané době od 17.–19. hod. zpět do Plzně, ale s nabouranými "vehikly". Mezi "bezvadnými" vozy dorazil k cíli na Waltru 6 B i Ing. Jan Šusta, syn historika Josefa Šusty a významný příslušník konstrukční kanceláře Walter.